# Formación del Estado

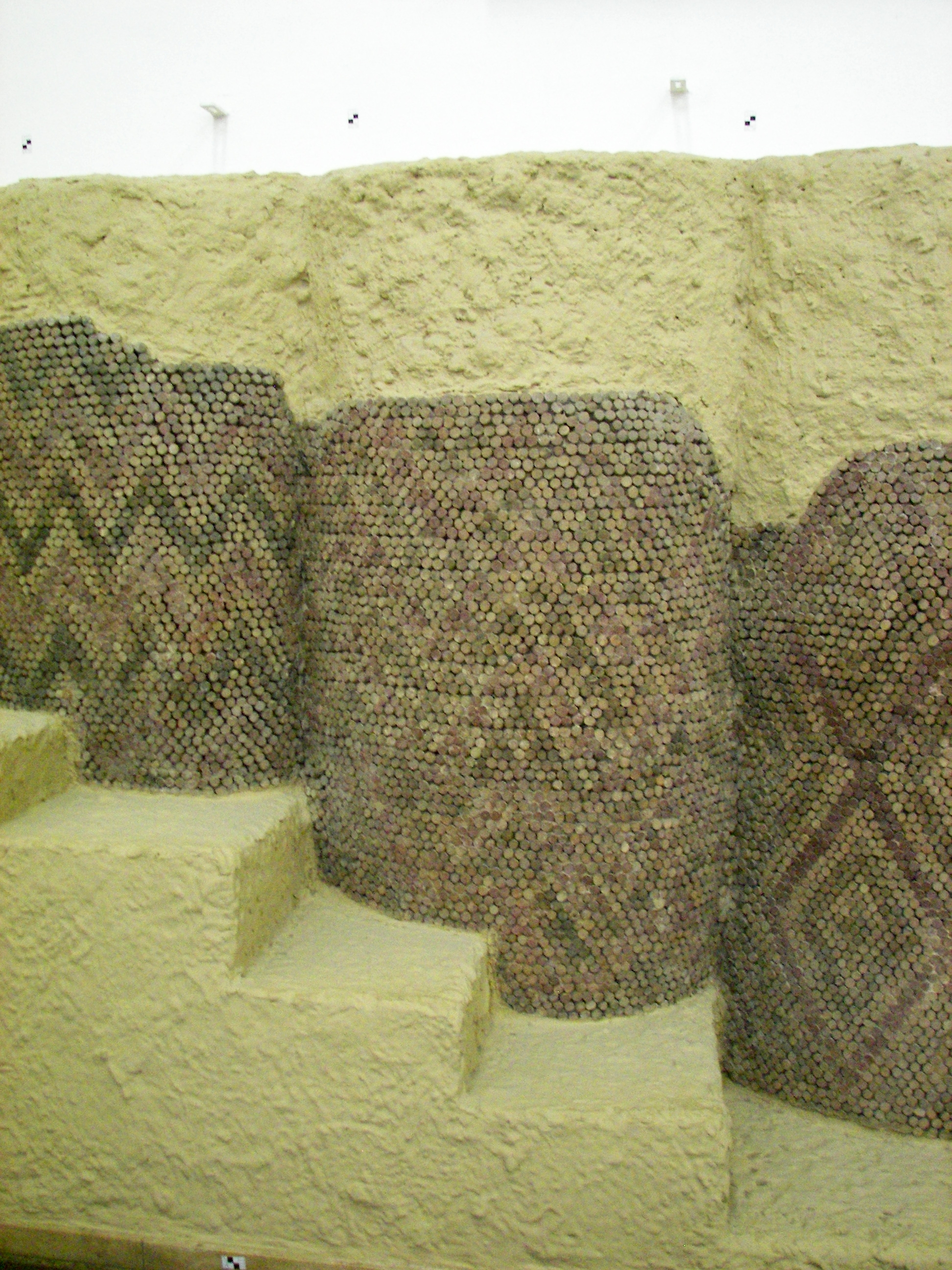
Mosaicos realizados con conos incrustados pertenecientes al templo de Inanna en Uruk (Irak), considerada como una de las más antiguas ciudades-Estado.

La formación del Estado es el proceso de desarrollo de una estructura de gobierno centralizada en una situación en la que previamente no existía. La formación del Estado ha sido objeto de estudio por parte de muchas disciplinas de las ciencias sociales. En dicho estudio se suelen diferenciar los Estados en dos tipologías: los Estados primitivos (aquellos que se desarrollaron desde sociedades sin Estado y ocupan este artículo) y los Estados-nación (que se tratan en este otro). Hay distintas teorías que explican tanto los orígenes de los estados primitivos cuanto los contemporáneos y los debates académicos son abundantes al respecto.
Los Estados primitivos se subdividen a su vez en dos tipologías: los primarios y los propiamente dichos primitivos. La lista de ambos grupos estatales no está cerrada, sino que sigue sujeta a diversas controversias científicas. Entre las teorías que intentan crear modelos explicativos acerca del origen estatal destacan la denominada hipótesis hidráulica y la generada desde el materialismo cultural para los Estados primarios, mientras que los modelos de formación voluntaria, los que utilizan los conflictos como factor clave y otros que actualmente están bastante desacreditados serían muy utilizados en el ámbito de los Estados primitivos.

## Introducción
No hay un consenso claro acerca de las características definitorias del Estado: éstas pueden cambiar significativamente como consecuencia del contexto. Los investigadores dedicados al estudio de sus orígenes consideran generalmente el Estado como una unidad política delimitada territorialmente y que dispone de instituciones centralizadas para la administración del gobierno, algo que lo distingue de las tribus u otras unidades sociales sin tales instituciones.
Uno de los focos de estudio se ha dirigido tradicionalmente hacia los momentos de transición que se produjeron en las sociedades humanas al pasar de ser comunidades tribales a organizaciones políticas de gran escala. Tales estudios (realizados a menudo por antropólogos) exploran la aparición de estructuras administrativas básicas en áreas donde los Estados se desarrollaron desde sociedades que los desconocían. A pesar de que estos procesos se mantuvieron de manera activa en las agendas de antropólogos y arqueólogos durante muchos años, parte del esfuerzo investigador ha derivado del porqué se formaron para concentrarse en el cómo funcionaron. Las investigaciones se focalizan sobre dos tipologías: los Estados primarios y los Estados primitivos.

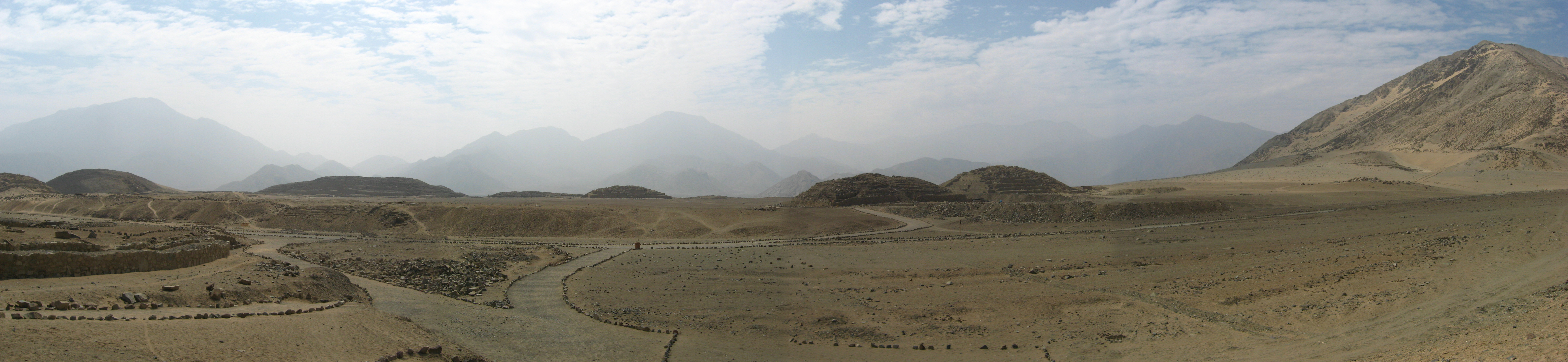
Vista general de las ruinas de Caral, ciudad perteneciente a la primera sociedad compleja conocida en América.

## Formación de los Estados primarios
Los Estados primarios serían aquellos que aparecieron en un gran geográfico exento de previos desarrollos estatales y/o en ausencia de contactos con otros Estados. Serían aquellos Estados que surgieron por primera vez en tal medio social. El número exacto de casos clasificables como primarios es bastante discutible debido a la limitada información disponible en la mayoría de lugares acerca de la organización política previa a la aparición de la escritura. Sin embargo, la lista suele incluir los Estados de la tabla adjunta:
| Región             | Estado original           | Época aproximada |
| ------------------ | ------------------------- | ---------------- |
| Egipto             | Abidos                    | 3100 a. C.       |
| Mesopotamia        | Uruk                      | 2900 a. C.       |
| Valle del río Indo | Harappa                   | 2700 a. C.       |
| Norte de China     | Dinastía Shang            | 1800 a. C.       |
| Mesoamérica        | Monte Albán               | 100 a. C.        |
| Perú               | Moche, Tiahuanaco y Huari | 400-600 d. C.    |

De manera similar, Ronald Cohen identifica seis zonas de desarrollo estatal independiente:
- una amplia región conectada entre sí que incluiría el valle del Nilo, Asia occidental y del sur, el norte de África y Europa;
- Mesoamérica;
- Perú;
- África occidental;
- África oriental;
- Polinesia.[7]

Según Vicente Lull y Roberto Risch, se debería añadir el sudeste de la Península ibérica, donde se habría generado una forma estatal primaria en el área argárica. Para ellos, la estratificación social hereditaria argárica, documentada en sus enterramientos, no se podría haber establecido sin una ideología común, la coacción y un sistema tributario. El Estado se manifestaría a través de la explotación económica de la mayoría de la población por parte de una élite restringida y monopolizadora del armamento. Además de la segmentación interna y la uniformidad material, este grupo habría impuesto una clara delimitación del territorio argárico respecto al exterior, así como una continua expansión sobre las regiones aledañas.

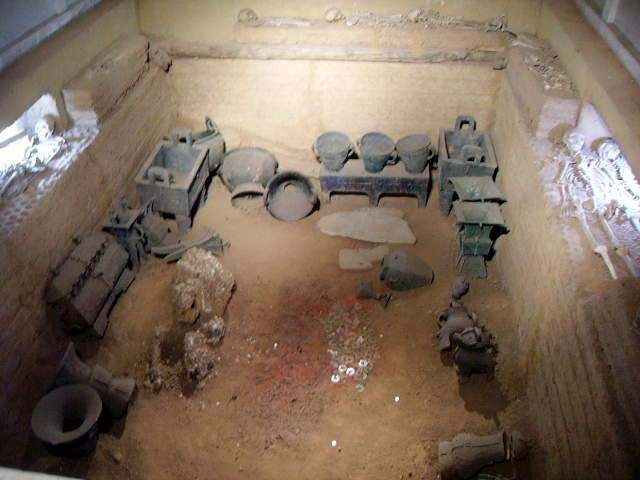
Tumba de Fu Hao, esposa de un emperador de la dinastía Shang, la primera dinastía documentada en China.

Una de las teorías más significativas acerca del origen de los Estados primarios es la hipótesis hidráulica, la cual sostiene que el Estado surgió como consecuencia de la necesidad de construir y mantener proyectos de irrigación artificial a gran escala. Karl August Wittfogel argumentaba que los agricultores que habitaran medios ambientes áridos se encontrarían con limitaciones productivas si se basaban en la irrigación a pequeña escala. Tales limitaciones provocarían que distintos productores agrícolas se unieran en respuesta a la presión demográfica y el ecosistema árido para crear un aparato estatal que pudiera construir y mantener grandes proyectos de irrigación.
Para Marvin Harris, principal exponente del materialismo cultural, los Estados primarios se desarrollaron a partir de jefaturas complejas sometidas a tres condiciones infraestructurales:
- Aumento demográfico significativo.
- Intensificación agraria que produjo excedentes almacenables.
- Circunscripción poblacional motivada por causas  ambientales o humanas.

El poder de las jefaturas fue creciendo paralelamente al incremento de la población y el excedente agrícola, ya que, gracias a estos dos factores, podían generar una mayor estratificación social y aumentaban sus posibilidades comerciales y bélicas. A su vez, el comercio y la guerra les sirvió para ampliar el territorio bajo su control político, impidiendo o desanimando a aquellos que hubieran querido escapar a otros lugares a hacerlo (circunscripción). Poco a poco las élites fueron imponiendo tributos, prestaciones y obligaciones a sus antiguos partidarios, que se convirtieron en subordinados. Y este proceso de jerarquización, expansión y conquista se fue retroalimentando a sí mismo: surgieron los primeros Estados y éstos dominaron las jefaturas vecinas, se conquistaron entre ellos y crearon imperios preindustriales.

## Formación de los Estados primitivos
Los Estados primitivos serían aquellos que se crearon e institucionalizaron en una situación en la cual el aparato estatal no existía antes, pero desarrollándose en interacción con otros Estados. Entre los ejemplos se incluirían las  civilizaciones del bronce egeo o la civilización malgache (Madagascar). La gran diferencia con los Estados primarios es que los primitivos no se crearon y evolucionaron de manera autónoma. Las causas de su génesis incluirían influencias culturales, imposiciones u otras formas de interacción con los Estados existentes previamente. Acerca de esto hay un cierto número de hipótesis que intentan establecer modelos que expliquen por qué el Estado se desarrolló en algunos sitios y en otros no. Otros investigadores creen que las generalizaciones no ayudan y que cada caso debe ser tratado de manera particular.

### Teorías de la formación voluntaria
Estas hipótesis sostienen que diversos grupos de personas se juntaron para organizar Estados como resultado de un cierto interés racional. Muchos seguidores de la tradicional filosofía del contrato social proponen alguna teoría de formación voluntaria. Estas dirigen su atención hacia el desarrollo de la agricultura, así como a la presión demográfica y organizativa subsiguiente, que resultarían en la formación del Estado. El argumento es que tales tensiones dan como resultado una presión integrante que motiva a la gente racional a unirse e institucionalizar el Estado.

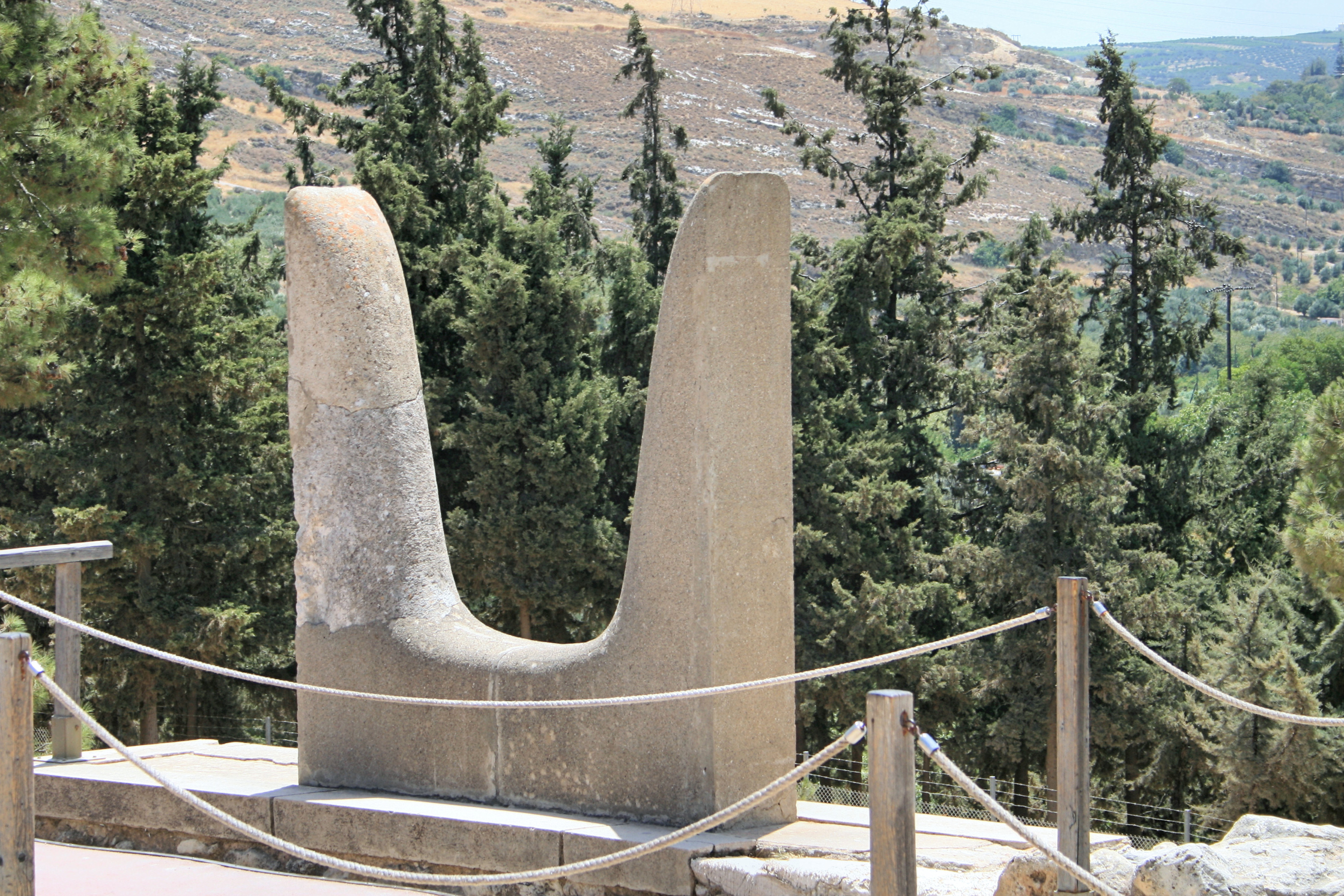
"Cuernos de consagración", símbolo omnipresente en la civilización minoica y que representa los cuernos del toro sagrado.

Una de las más destacadas hipótesis es la hidráulica, vista más arriba. A ésta, Carneiro añadió la denominada hipótesis automática, en la que sostiene que el desarrollo de la agricultura produciría fácilmente las condiciones necesarias para la aparición de un Estado. Al almacenarse los excedentes alimentarios creados por el desarrollo agrícola, se establecerían clases de trabajadores diferenciadas y una división del trabajo, lo que automáticamente provocaría la creación del Estado.
Una tercera hipótesis, muy habitual para las explicaciones referentes al Estado primitivo, sostiene que las redes del comercio a larga distancia darían el impulso necesario para el desarrollo de los Estados en ciertos lugares estratégicos, tales como puertos u oasis. Por ejemplo, el incremento comercial en el siglo XVI podría haber sido el detonante para la aparición de Estados en África occidental, tales como Dahomey, Benín o Whydah.

### Teorías del conflicto
Estas tesis afirman que los conflictos y la dominación de una población sobre otra son las claves del origen del Estado. En contraposición con lo visto anteriormente, en éstas se argumenta que las poblaciones no se ponen de acuerdo voluntariamente para crear un Estado, sino que los Estados son instituidos mediante alguna forma de dominación de un grupo humano sobre otro u otros. Hay un cierto número de hipótesis basadas en el conflicto, la dominación o la opresión como procesos causales o como mecanismos necesarios dentro de condiciones determinadas y estos modelos pueden haber tomado prestado también otros puntos de vista. Generalmente suelen incluir como motores del cambio la estratificación económica, la conquista de otros pueblos, el conflicto en áreas circunscritas y la teoría neoevolucionaria del crecimiento de la burocracia.
- La estratificación económica es la base de uno de los modelos más antiguos, basado en evidencias antropológicas, que planteó Friedrich Engels en su obra El origen de la familia, la propiedad privada y el Estado (1884).[17] El modelo de Engels se desarrolló a partir de Ancient Society de Lewis Henry Morgan y de los bosquejos realizados por Karl Marx en sus teorías acerca del modo asiático de producción.[18] Engels argumentaba que el Estado se desarrolló como resultado de la necesidad de proteger la propiedad privada, sosteniendo que el excedente de producción creado por la intensificación agrícola provocaría la división y especialización de la fuerza laboral, que se segmentaría en unas clases que trabajarían la tierra y otras que podrían dedicar su tiempo a distintas tareas. La rivalidad de clases y la necesidad de garantizar la propiedad privada de aquellos que vivían de los excedentes producidos por los agricultores desembocarían en la creación del Estado.[19] Posteriormente, estos argumentos fueron ampliados por el antropólogo Morton Fried quien sostenía que la estratificación social fue la dinámica primaria subyacente al desarrollo estatal.[20]

- La teoría de la conquista es similar a la anterior y afirma que el Estado fue establecido por una ciudad con el fin de controlar otras tribus o asentamientos que habría conquistado. Este modelo tiene sus raíces en los trabajos de Ibn Jaldún (1332-1406) y Jean Bodin (1530–1596), que fueron organizados por primera vez en torno a evidencias antropológicas por Franz Oppenheimer (1864-1943).[21] Oppenheimer sostenía que el Estado fue construido para consolidar la desigualdad entre pueblos que resulta de cualquier conquista.[22]

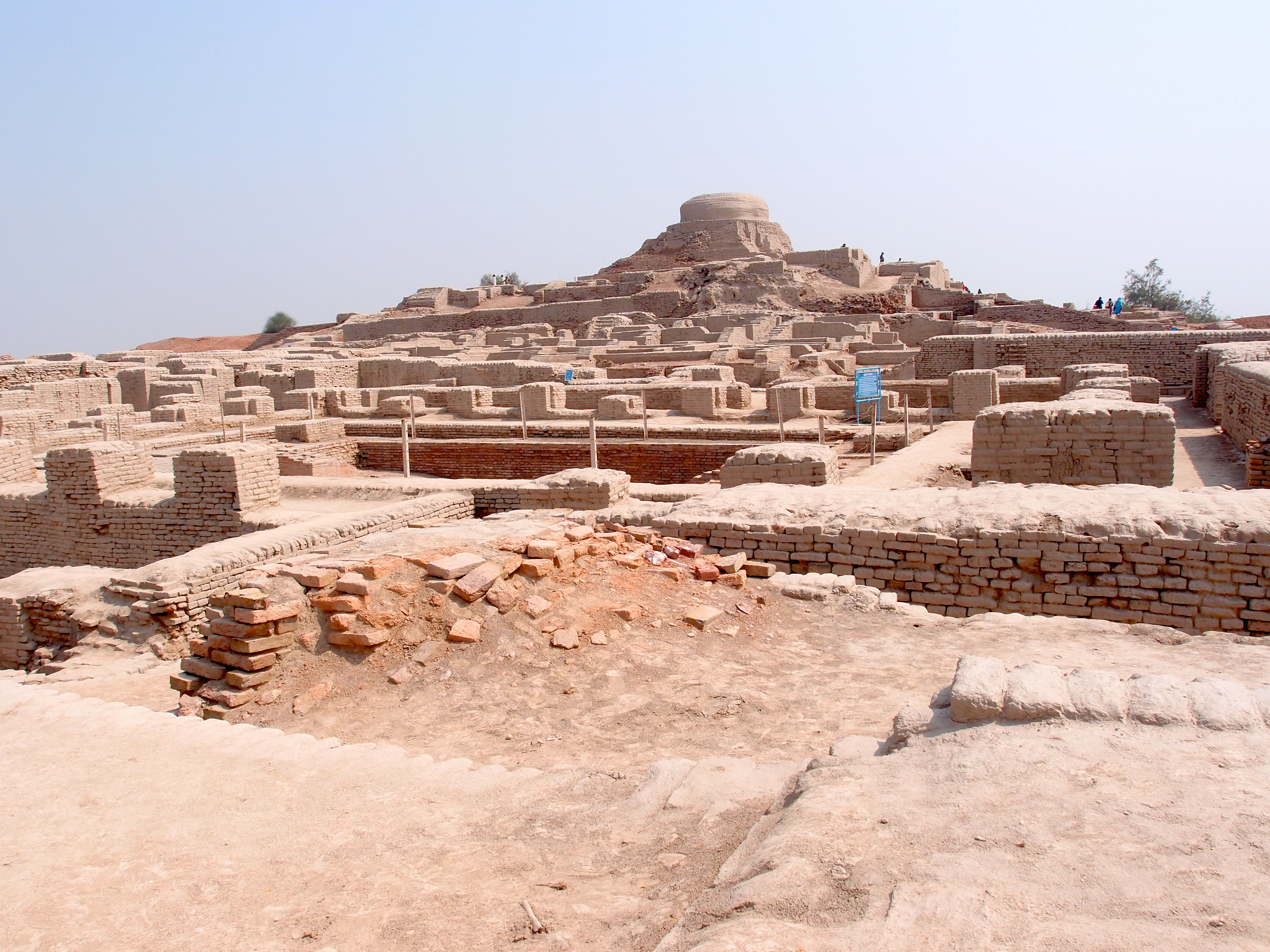
Ruinas de Mohenjo-Daro, ciudad perteneciente a la antigua cultura del valle del Indo.

- La hipótesis de la circunscripción de Robert L. Carneiro aspiraba a proporcionar mayores matices en la comprensión de la formación del Estado al tener en cuenta que muchos de los factores clásicos (como los excedentes agrícolas, la guerra, la irrigación, la conquista, etc.) no tienen porqué necesariamente producir Estados en todas las situaciones en las que se hubieran dado. Según él, aunque la presión demográfica y la guerra fueron mecanismos formativos estatales, sólo sirvieron en regiones geográficas circunscritas o separadas de las áreas circundantes.[23] Las barreras geográficas o, en algunos casos, las humanas creadas por atacantes nómadas o sociedades rivales, limitaron la capacidad de las poblaciones para sortear sus deficiencias productivas y el resultado fue que la guerra derivó en la creación del Estado.[20] En situaciones en las que existiría tierra de cultivo ilimitada (como en el Amazonas) Carneiro opina que las presiones bélicas empujarían a la gente a emigrar a otra parte y no se produciría el estímulo necesario para la institucionalización del Estado.[24]

- Cierto número de teorías neoevolucionistas (relacionadas en algunos casos con las anteriores) explican los orígenes del Estado en relación con la evolución básica de los mecanismos de liderazgo. El fundamento de esta tesis es que la sociedad humana evolucionó desde las tribus o jefaturas hasta los Estados mediante un proceso gradual de transformación que permitió a un pequeño grupo estructurar la sociedad jerárquicamente y mantener el orden gracias a la apropiación de los símbolos de poder. Los grupos dominantes en la sociedad tribal fueron aumentando su poder y, a la vez, construyeron gradualmente la jerarquía y segmentación que formaron la base del Estado.[25] Así, Elman R. Service sostiene que la estratificación social fue en gran parte una consecuencia de la creación del Estado, en vez de que éste fuera creado para defender tal estratificación (al contrario de lo que defienden las teorías sobre la estratificación económica).[26] La burocracia se desarrollaría para sostener las estructuras de liderazgo tribales, utilizando la jerarquía religiosa y la estratificación económica como medios para incrementar más su poder.[27] La guerra pudo jugar un papel clave en tal situación, ya que permitiría a los líderes distribuir beneficios de tal manera que sirvieran a sus propios intereses (aunque esta sería más bien una constante que retroalimentaría el sistema, en vez de un factor autónomo).[28] De manera similar, Henry T. Wright afirma que medios competitivos y conflictivos producirían una experimentación política que conduciría al desarrollo del Estado. Opuestas a las teorías del origen del Estado mediante el azar o la improvisación, la experimentación implica un proceso dirigido conscientemente, durante el cual los líderes tribales aprenderían de las formas organizativas del pasado y de las consecuencias que provocaron.[29]

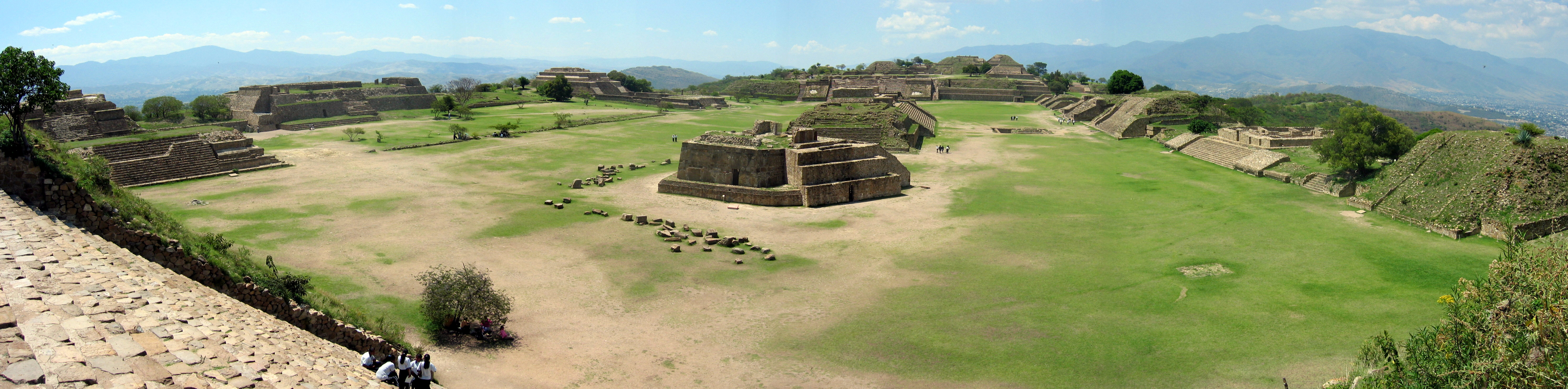
Panorama de Monte Albán desde la plataforma sur. Las construcciones de gran tamaño suelen ser asociadas con la formación de los Estados primarios.

### Otras teorías
Existen otras hipótesis que han destacado distintos aspectos: en ocasiones se ha pretendido que el desarrollo tecnológico o el religioso o la socialización de los individuos fueron decisivos para la aparición del Estado. Sin embargo, la mayoría de estos factores han sido relegados a la categoría de secundarios por los análisis antropológicos. Además de la conquista por la fuerza de las armas, algunas tesis sostienen que la necesidad de defenderse de esta o la organización militar necesaria para conquistar otros pueblos fueron los aspectos clave que condujeron a la formación del Estado.

### Teorías desacreditadas
Ciertos modelos propuestos durante el siglo XX y principios del XXI han sido después ampliamente desacreditadas por los antropólogos. Aquí se incluirían hipótesis como la de la formación del Estado primitivo a consecuencia de la superioridad racial, de un accidente histórico o de un interés consciente de la gente. De manera similar, el darwinismo social, muy destacado en el trabajo de Walter Bagehot, sostenía que las formas estatales se originaron como resultado de que los mejores líderes y sociedades organizadas fueron aumentando gradualmente su poder hasta que se estructuraron las instituciones estatales. Actualmente todas estas teorías no son tomadas en cuenta.